# Aquarium de Paris - Cinéaqua
Ne doit pas être confondu avec Cinéac.
L’Aquarium de Paris, aussi appelé Cinéaqua – et historiquement Aquarium du Trocadéro –, est un aquarium situé sous la colline de Chaillot entre le Trocadéro (précisément dans ses jardins) et la Seine, dans le 16e arrondissement de Paris, en France. Il a été construit en 1878, ce qui fait de lui le premier aquarium du monde. Fermé en 1985, il a été rouvert en 2006. Le circuit de visite s'étend sur 3 500 m2 sous terre.
L'aquarium héberge 500 espèces animales de poissons et d'invertébrés, et présente environ 10 000 spécimens hors végétaux. Le bac polynésien comporte 750 coraux. Le grand bassin contient 38 requins de sept espèces différentes dans 3 millions de litres d'eau. De ce fait, il est le 2e plus grand bassin artificiel en France, le plus grand étant celui de l'aquarium Nausicaa de Boulogne-sur-Mer, avec 10 millions de litres. Au total, 5,3 millions de litres d'eau sont répartis en 43 bassins et grands aquariums, dont l'Aquastudio de 160 000 litres présente un spectacle avec une sirène, c'est le deuxième plus grand bassin de l'aquarium avec sa vitre de 34 cm d’épaisseur et un poids de 24 tonnes.

## Historique

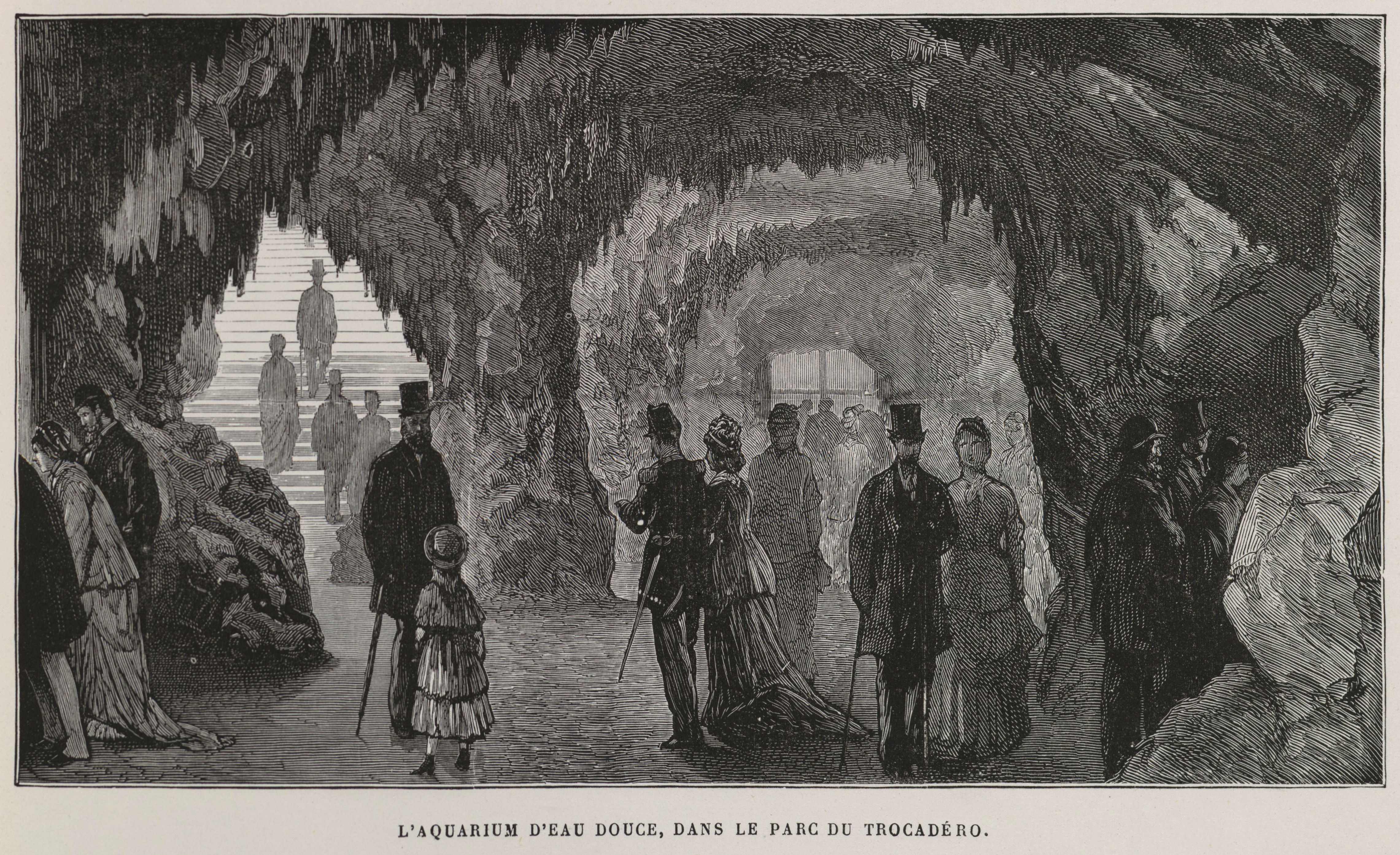
L'aquarium d'eau douce, en 1879.

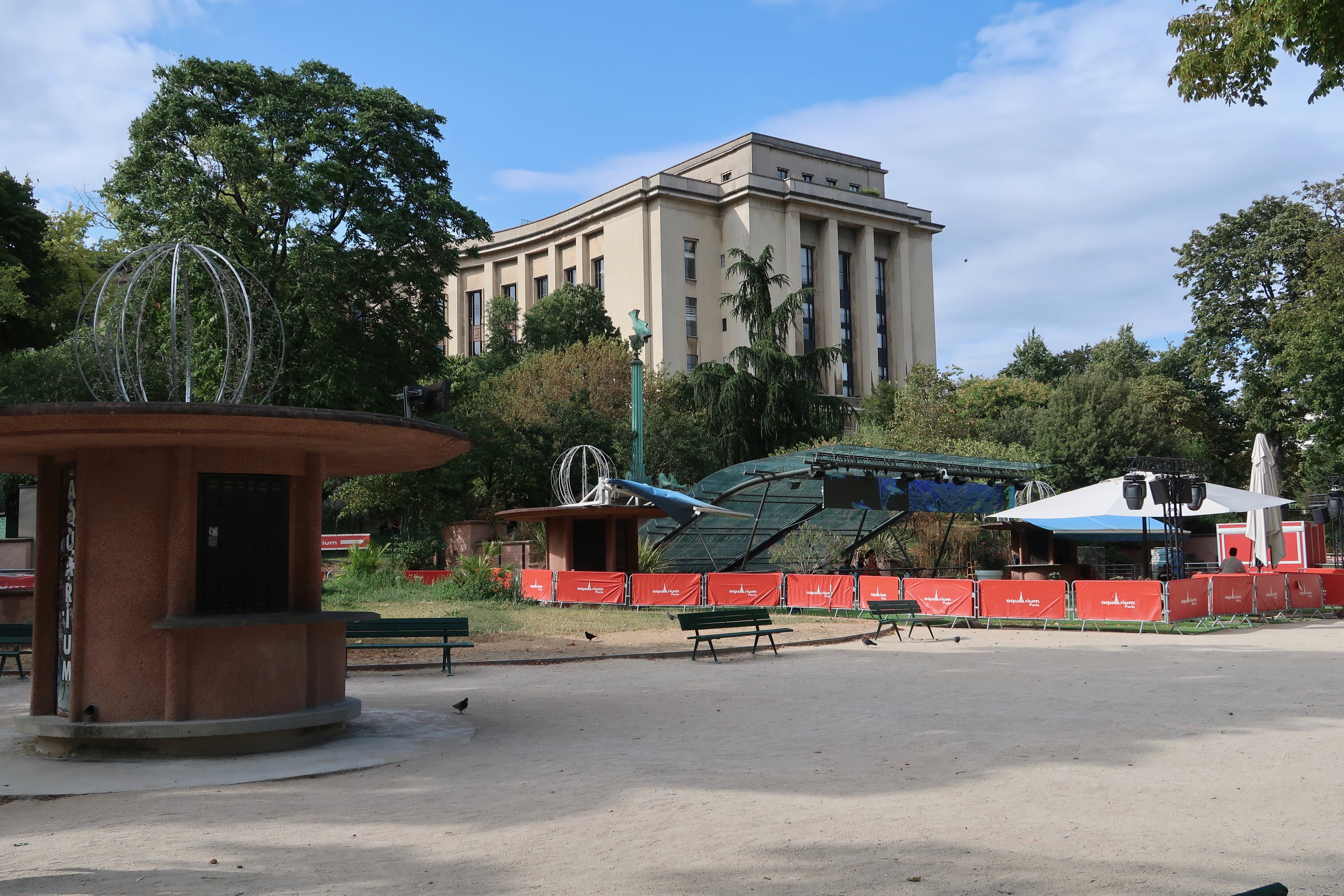
Entrée.

Le site, souterrain, est constitué d'anciennes carrières, qui ont servi pour héberger une partie de la cavalerie de l'empereur Napoléon. Le mélange de la paille et du crottin produit par les locataires dans un milieu humide s'avéra un terrain très favorable pour la culture du champignon de Paris. C'est ainsi que débuta la production du champignon de Paris en ces lieux.
L'aquarium de Paris est imaginé en 1867 et aménagé dans les carrières désaffectées selon le projet de l'architecte Combaz, à proximité des expositions universelles de Paris, assez fréquentes à l'époque de sa construction, et lors desquelles il servait d'attraction. Le jardin est dessiné par Adolphe Alphand. L'aquarium original est pour partie construit à ciel ouvert, pour partie construit en souterrain en imitant une grotte avec des rocaillages en ciment ; il est disposé en dix-huit bassins entre les piliers des anciennes galeries, sur le pourtour de deux ellipses concentriques. Accueillant des poissons d'eau douce, il s'agit d'une initiative privée qui rencontre un grand succès. Il est transformé et modernisé pour l'exposition de 1937 (notamment avec une extension en hauteur, la « rotonde », permettant certaines mises en scène, mais qui est détruite l'exposition terminée, car elle dépassait trop du sol), même s'il n'accueille toujours que des poissons d'eau douce et possède un renouvellement constant de l'eau (mais non recyclée, ce qui a engendré de nombreux coûts et un troisième réaménagement à la fin du XXe siècle). Même si, depuis 1931, Paris compte aussi un aquarium à Porte Dorée, celui du Trocadéro, avec 2 500 poissons exposés dans 380 millions de litres d'eau, est alors le plus grand aquarium du monde. Dans les années 1980, il demeure toujours le plus grand d'Europe.
La ville de Paris ferme l'aquarium en 1985, pour raison de vétusté ; on compte également à cette date moitié moins de fréquentation que dans les années 1960, soit 190 000 visiteurs annuels contre 360 000 auparavant. Il est ensuite  reconstruit en 2006. Certains éléments de sa décoration sont inspirés de l'œuvre Vingt mille lieues sous les mers de Jules Verne qui, à son tour, s'était inspiré de l'aquarium de l'exposition de 1867 pour certains éléments de son roman.
En novembre 2012, Pierre Frolla nage avec vingt-cinq requins afin de sensibiliser le public à leur protection.
D'avril à septembre 2017, Codex Urbanus est l'invité de l'aquarium, qui lui donne carte blanche pour dessiner sur les murs un bestiaire aquatique de chimères : Codex en eaux fantastiques.
En janvier 2019, ouvre un medusarium qui accueille dans 24 bassins 2 500 spécimens appartenant à 45 espèces de méduses.
Le lieu organise régulièrement des expositions à destination des plus jeunes. Les plus notables sont celles du 9 février au 12 mai 2019, où Oggy et les Cafards investissaient les lieux avec au programme des ateliers créatifs, chasses au trésor ou encore spectacles et du 7 juillet au 1er septembre 2019 avec comme invitée d'honneur Ladybug, issue de la série télévisée Miraculous : Les Aventures de Ladybug et Chat Noir.

## Galerie

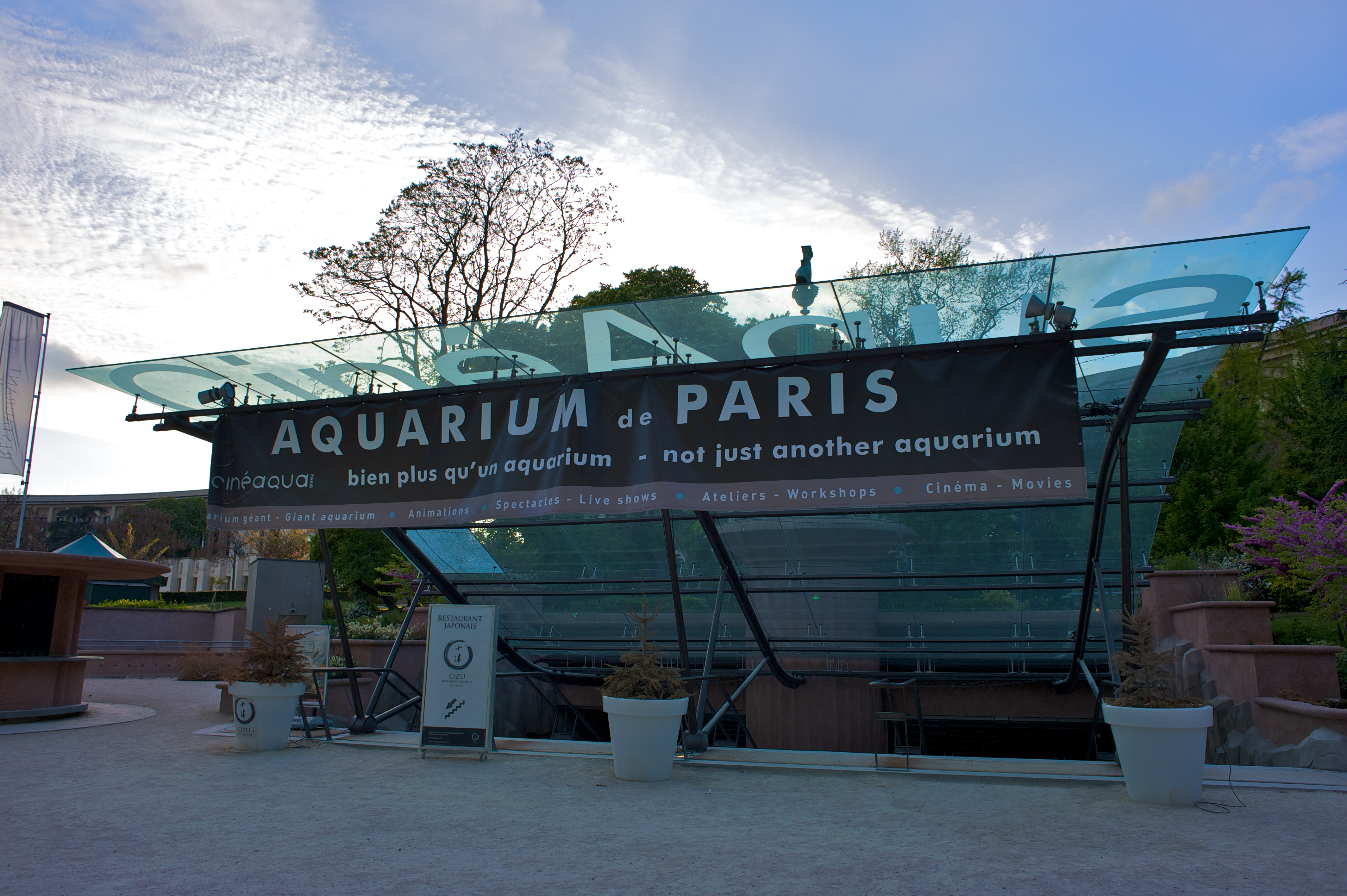
Façade de l'Aquarium de Paris en 2010.
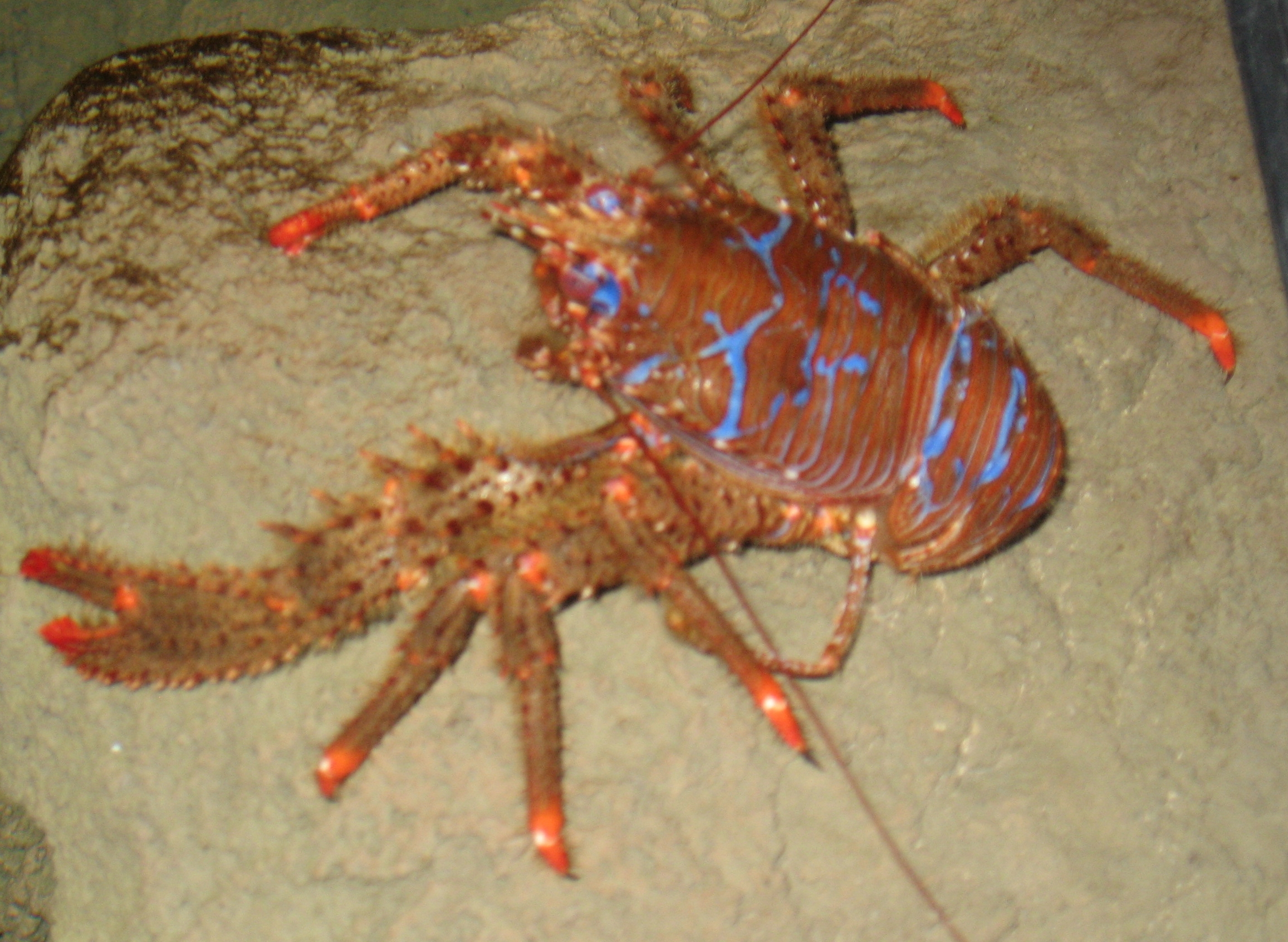
Galathea strigosa.
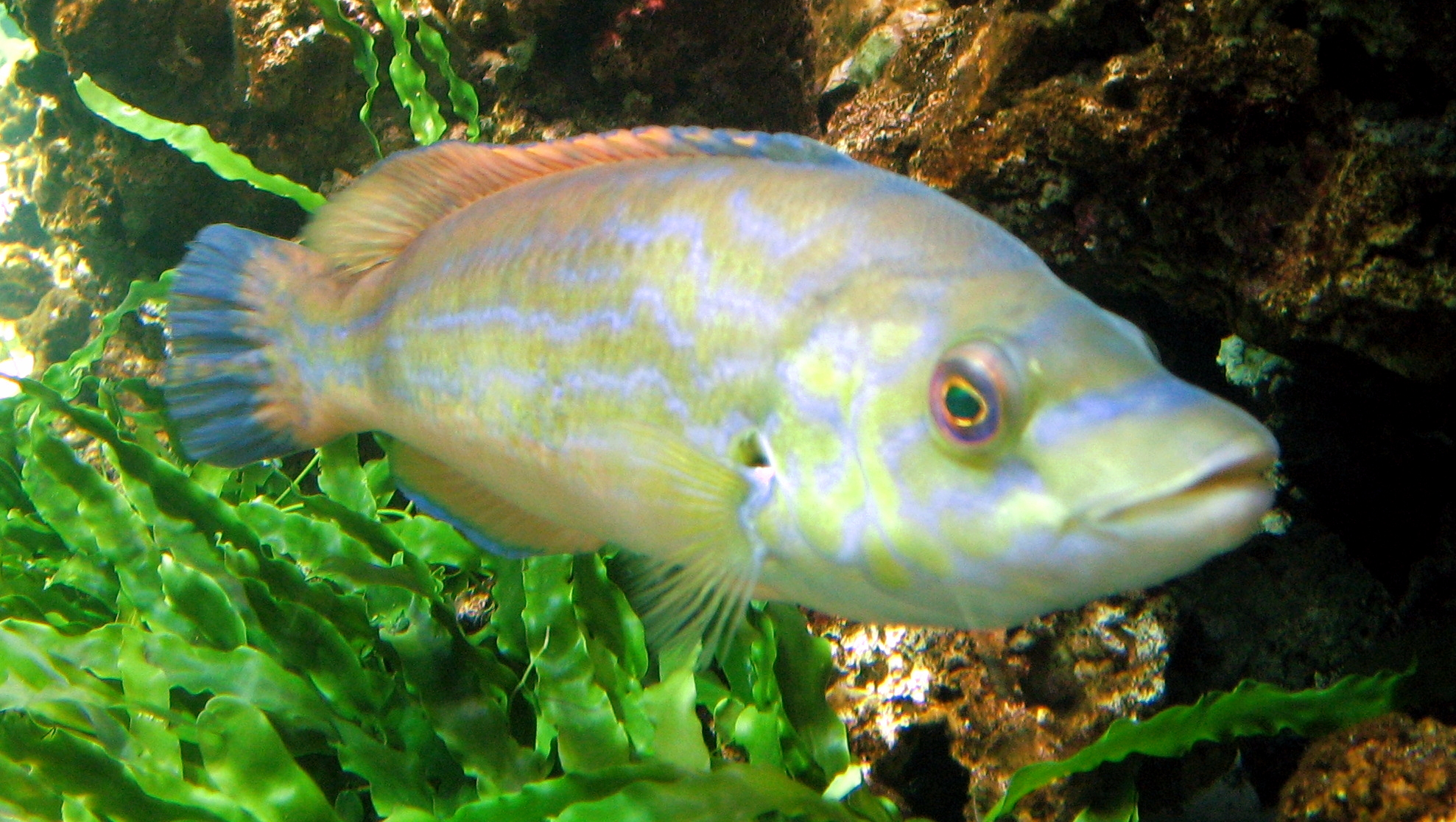
Vieille coquette (Labrus mixtus)
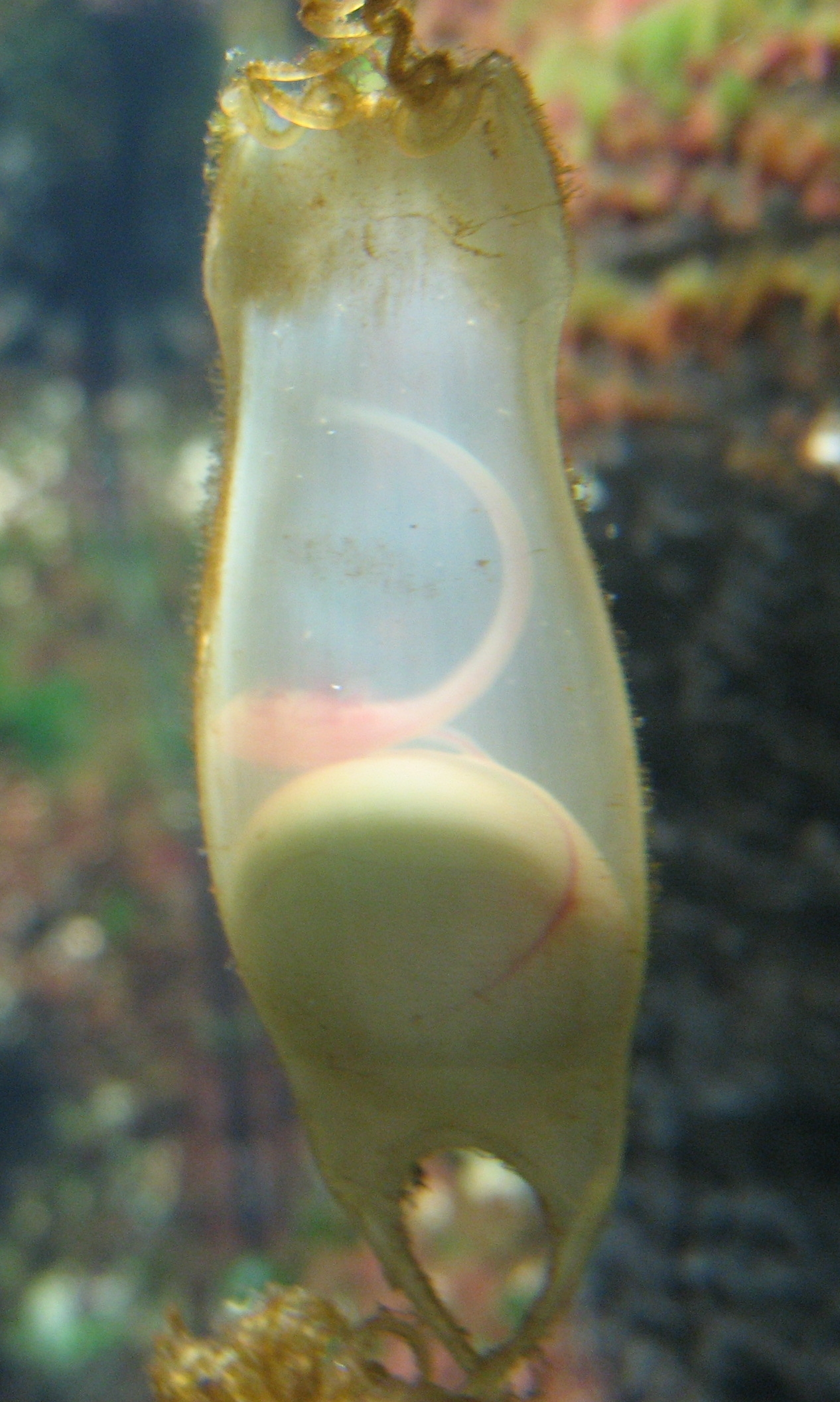
Œufs de Saumonette (Scyliorhinus canicula).
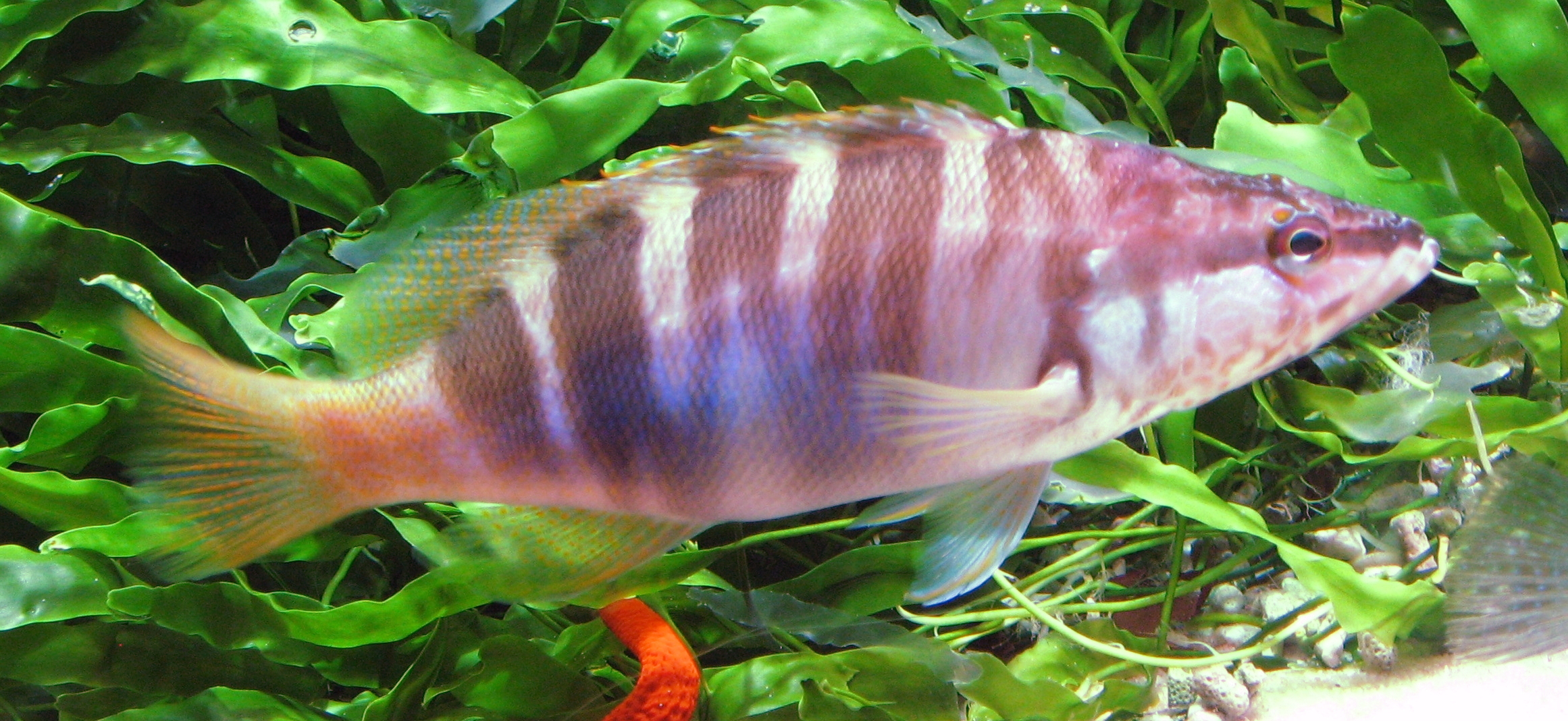
Serran écriture (Serranus scriba).
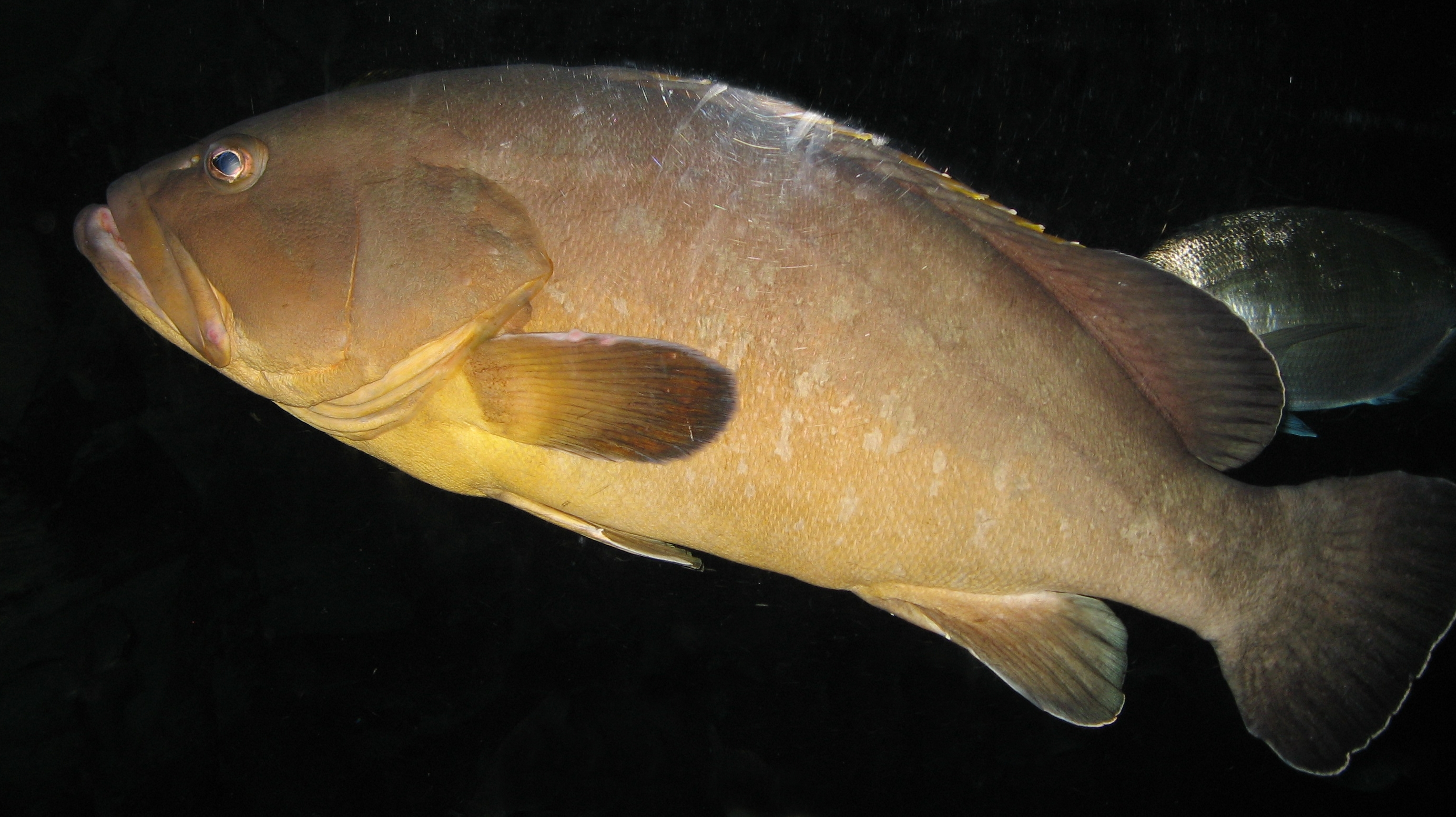
Mérou brun (Epinephelus marginatus).
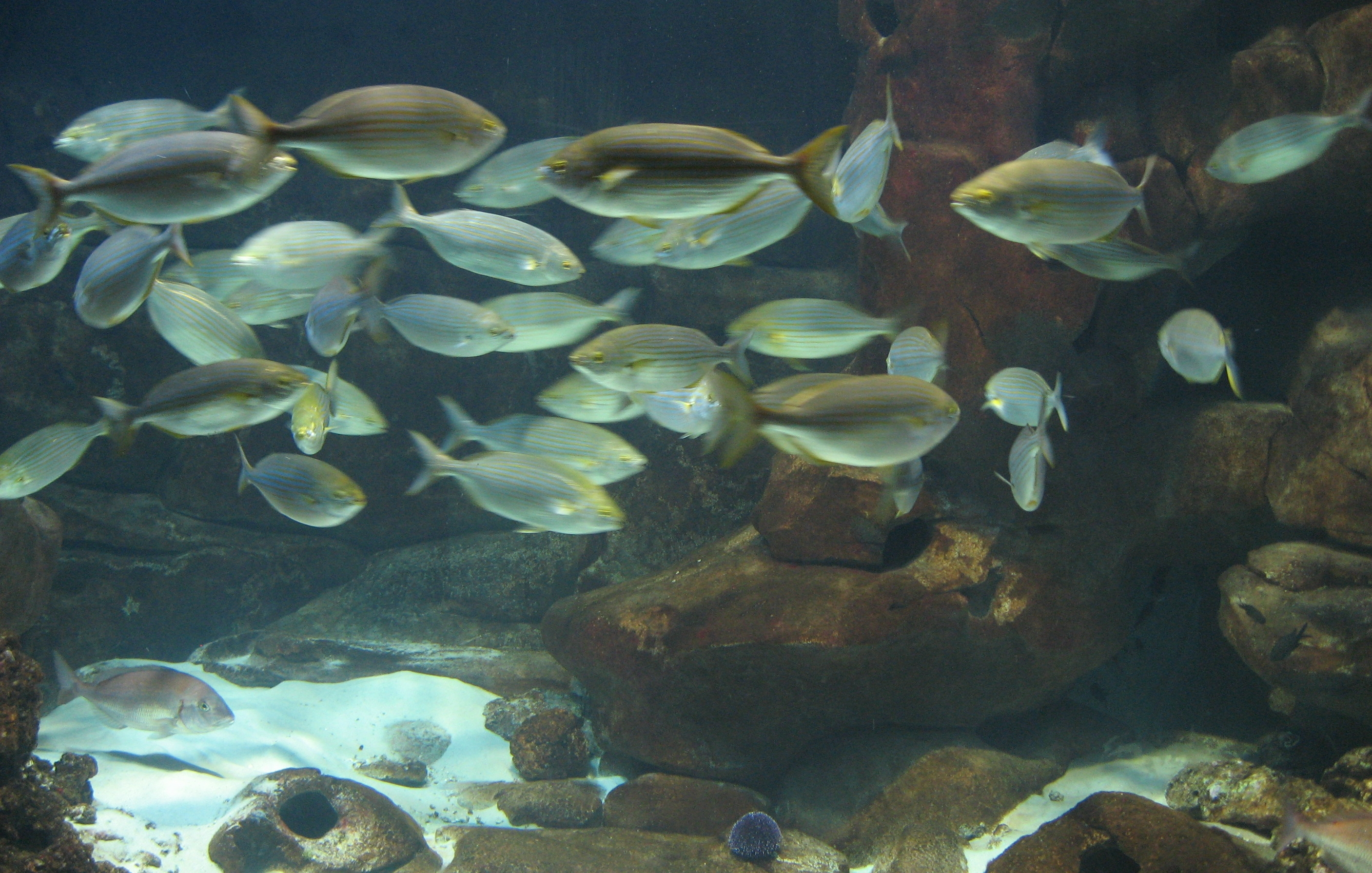
Saupes (Sarpa salpa).
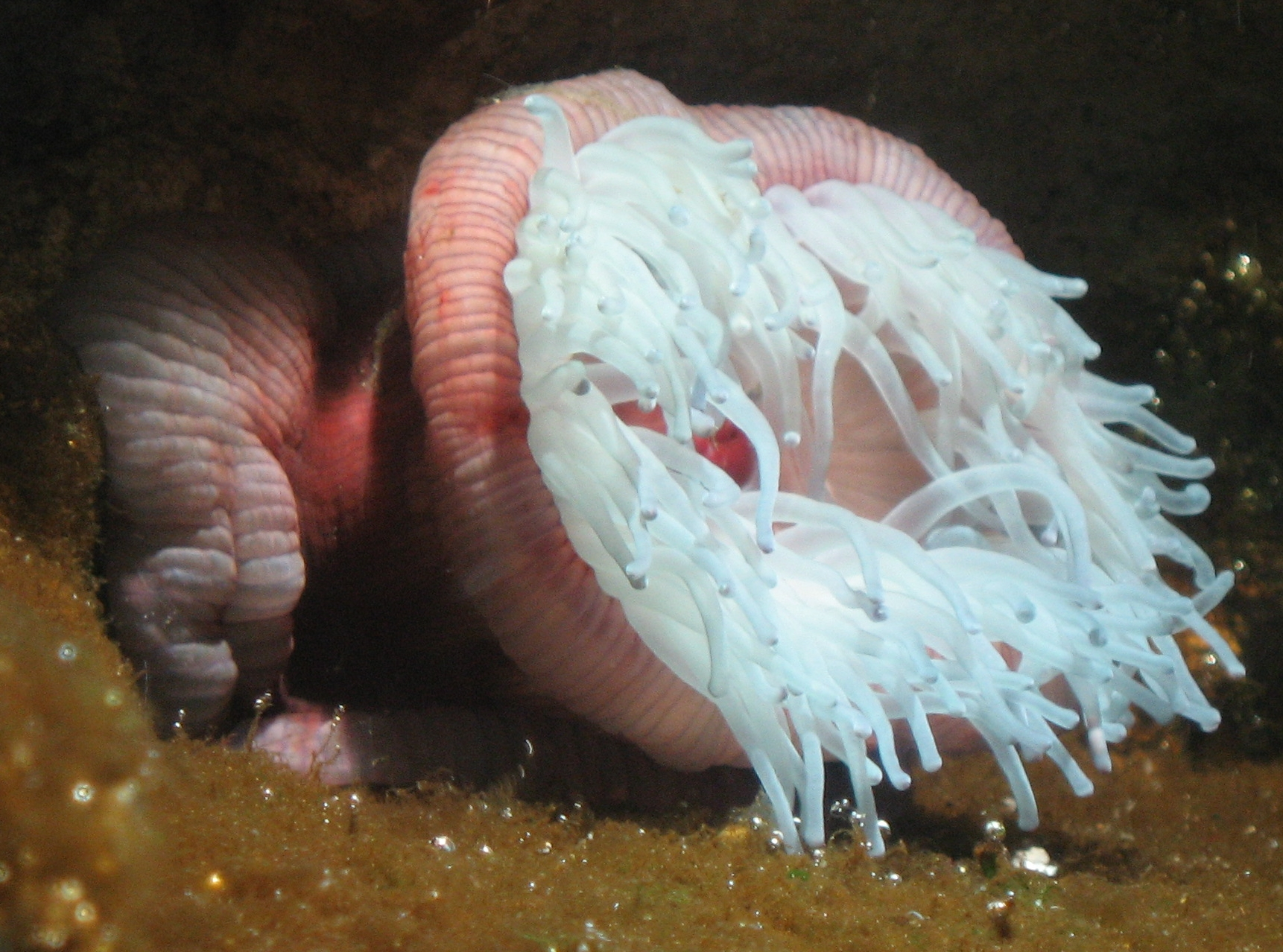
Actinia equina.
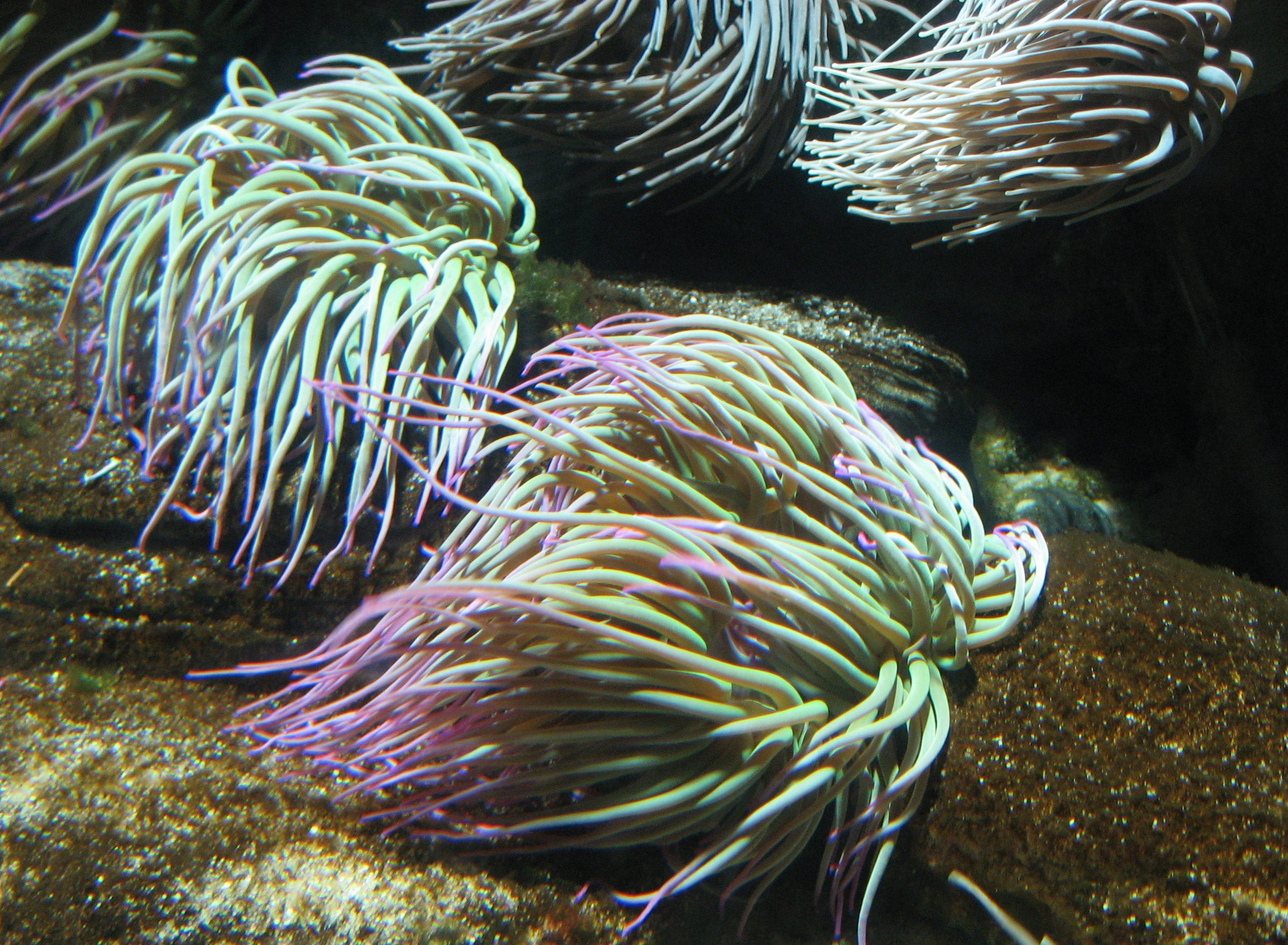
Anemonia sulcata.

## Autres chiffres
L'aquarium possède 7 circuits de filtration, 3 locaux de quarantaine (20 aquariums et 8 circuits de filtration), 1 salle de cinéma.
2 studios de création de dessins animés et 1 studio d’enregistrement et de son ainsi que plus de 300 m2 de panneaux en méthacrylate et 55 points de vision différents. Le bassin Indo-Pacifique a plus de 100 rayons de courbure de 10 m de hauteur d’eau.
130 tonnes de sel sont nécessaires pour la mise en service puis 100 t/an.
6 600 m3 de béton ont été nécessaires pour sa construction et 770 tonnes d’acier pour le béton armé ainsi que 320 000 kg de béton pour les faux rochers des aquariums.

## Accès
- Ce site est desservi par la station de métro Trocadéro sur les lignes 6 et 9.